# Château de Rozafa
Le château de Rozafa (albanais : Kalaja e Rozafës, parfois appelé citadelle de Rozafa ou forteresse de Shkodër (en albanais : Kalaja e Shkodrës) est un château situé près de la ville de Shkodër, dans le nord-ouest de l'Albanie.
Perché à 133 mètres d'altitude, sur la colline de Tepe, il est entouré par les fleuves Buna et Drin.

## Histoire
Shkodër ou Shkodra est l'une des plus vieilles villes d'Albanie, et on peut retracer une occupation du site où se trouve le château jusqu'à l'âge du bronze. Les murs, parfois érigés sur des fondations illyriennes (c'était une position forte pendant le règne des Labeates et des Ardiéens), ont majoritairement été élevés pendant la période vénitienne (XIVe siècle). 

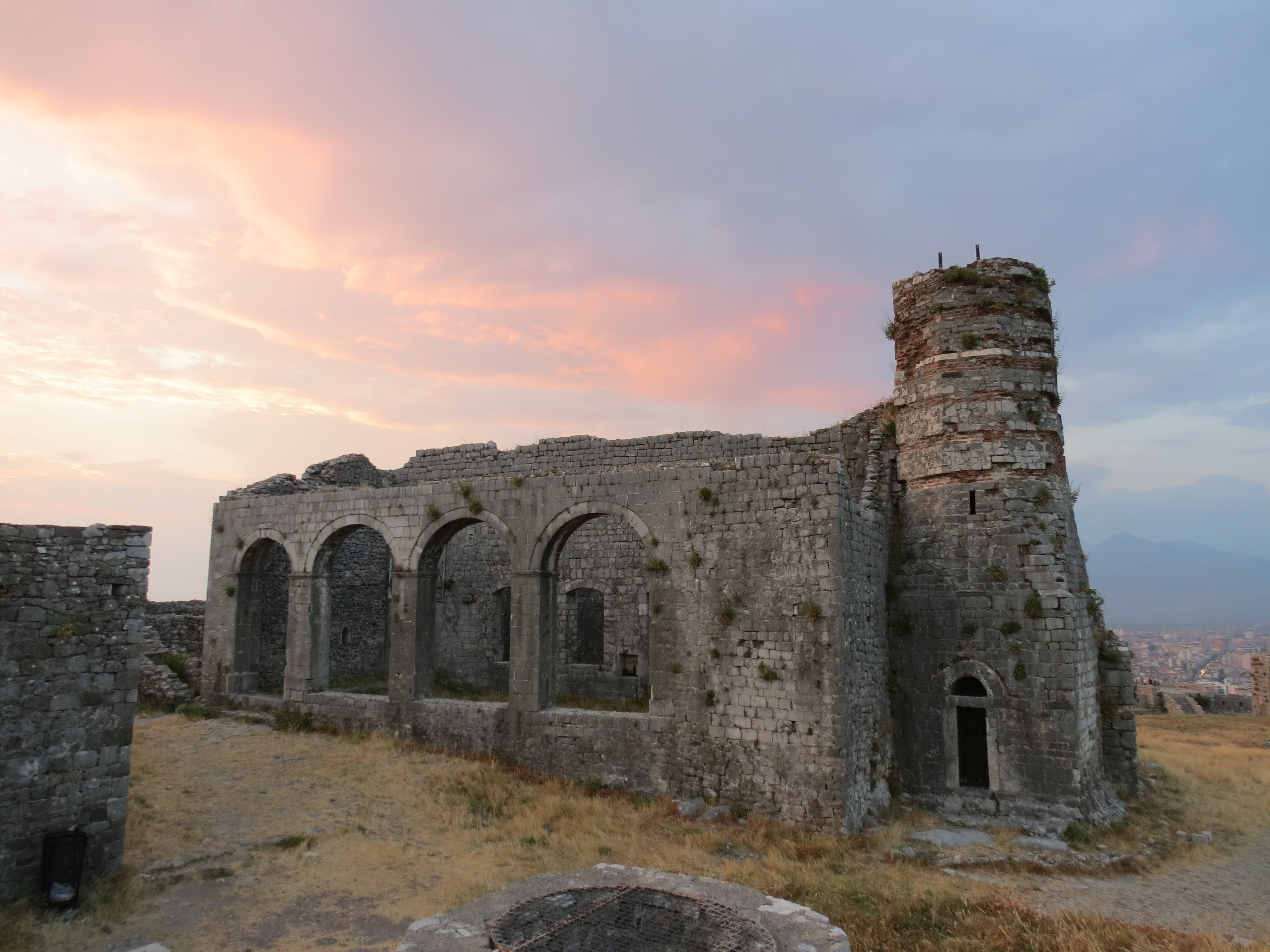
Les ruines de l'église Saint-Étienne.

Le château fut le théâtre du siège de Shkodra[pas clair], où les Ottomans finirent par s'en emparer en 1479 pour l'intégrer au sandjak de Shkodra. Il ne sera repris que pendant le siège de Scutari (en) lors de  la première guerre balkanique de 1912-1913, quand il fut assiégé par les forces monténégrines et serbes. Essad Pacha, général ottoman d'origine albanaise, rendit la place aux Serbes en échange de garanties pour ses ambitions personnelles.

## Description
Le site abrite les ruines de l'église Saint-Étienne, qui fut transformée en mosquée, la mosquée Fatih Sultan Mehmet (mosquée Mehmet Fatih, nommée en l'honneur de Mehmet II le Conquérant) avec une dikka, un mihrab et un minaret.

## Légende
Selon la légende, c'est là que résidait le pacha que Nora de Kelmendi tua.
La forteresse tiendrait également son nom d'une femme emmurée dans les remparts comme offrande aux dieux pour que le château tienne.
Rozafa aurait demandé que deux trous soient percés dans le mur pour lui permettre d'allaiter son enfant.